# Relations entre la Corée du Nord et la Russie
Les relations entre la Corée du Nord et la Russie  sont les relations internationales entre la république populaire démocratique de Corée et la fédération de Russie. Elles remontent à 1948.

## Histoire

### Guerre de Corée (1950-1953)
Durant la guerre de Corée, les Nord-Coréens étaient équipés par l'URSS, cela leur a permis d'effectuer le premier assaut, qui a forcé les troupes Sud-Coréennes a se rétracter dans le périmètre de Busan, en attendant leurs renforts.
Durant la guerre, l'URSS a envoyé 26 000 soldats combattre aux côtés des Nord-Coréens. À la fin de la guerre, l'URSS a déclaré que "seulement" 315 soldats ont été tués au cours du conflit.

### À l'époque de l'URSS (1953-1991)
Vu que les deux États étaient communistes, ils ont noué des liens forts. On peut notamment citer la reconstruction de Pyongyang après la guerre, qui a notamment été reconstruite par des Soviétiques. Sous la présidence de Mikhaïl Gorbatchev, les aides (notamment militaires) ont été réduites dans le but d'améliorer les relations avec la Corée du Sud.

### Avec la Russie (depuis 1991)
Les relations entre la Russie et la Corée du Nord sont restées très fortes malgré la dissolution de l'URSS. Il y a eu de très nombreuses rencontres entre les dirigeants nord-coréens (Kim Jung-Il et Kim Jung-Un) et les dirigeants russes (Vladimir Poutine et Dmitri Medvedev).

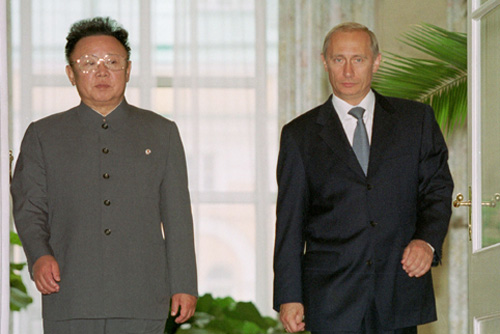
Kim Jong-il et Vladimir Poutine en 2001.
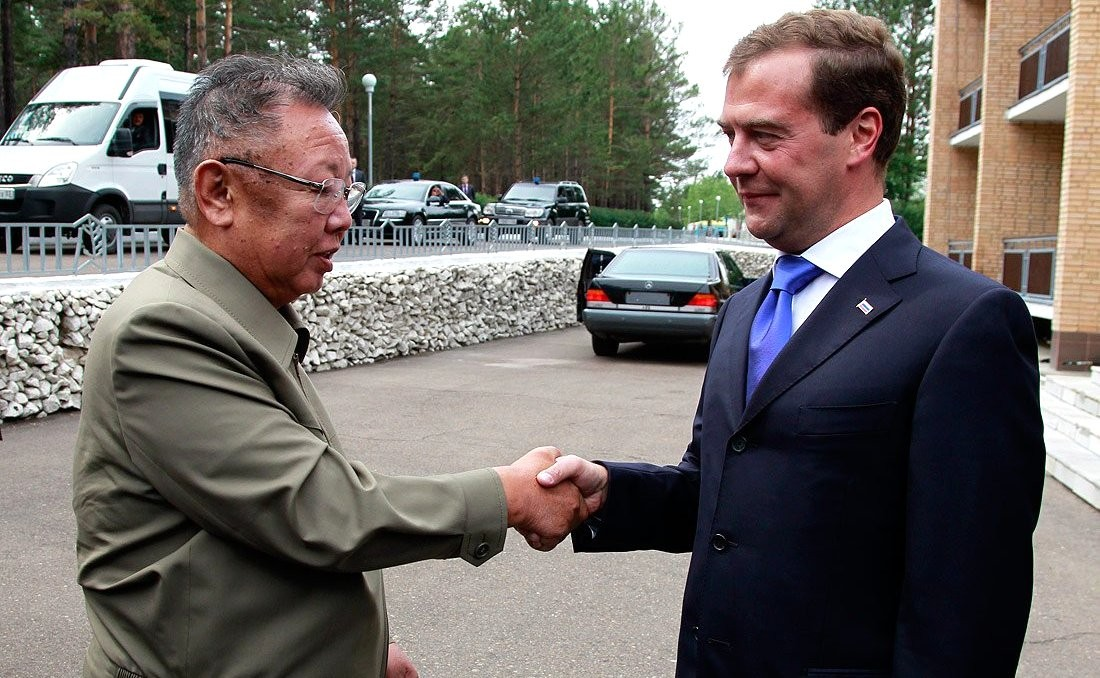
Kim Jong-il et Dmitri Medvedev, en 2011
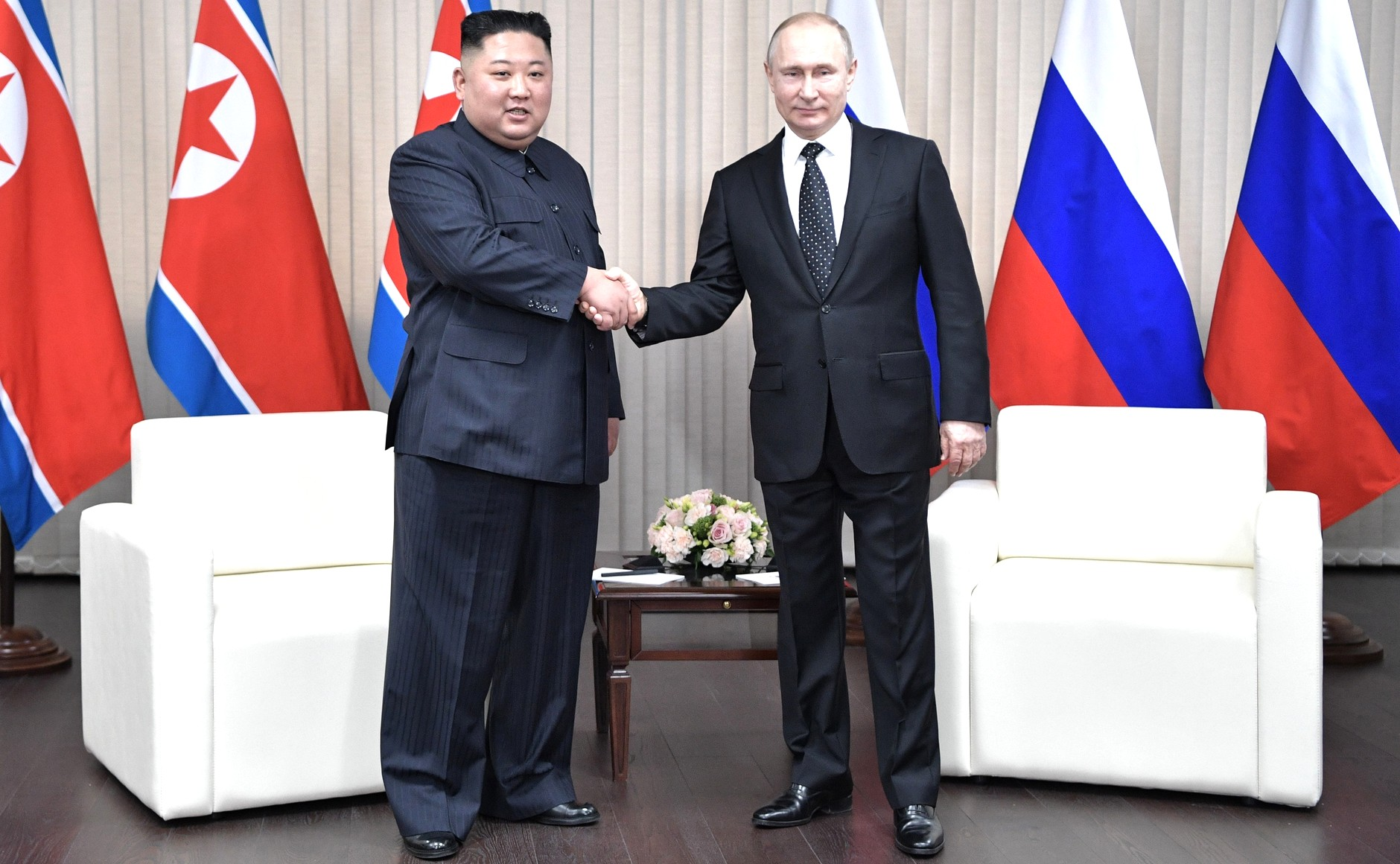
Kim Jong-un et Vladimir Poutine, en 2019

#### Invasion de l'Ukraine
La Corée du Nord aurait, d'après les services de renseignement américains et sud-coréens fournit 5 millions d'obus à la Russie dans le cadre de sa guerre d'agression contre l'Ukraine en échange de devise, de pétrole, de nourriture et d'une assistance militaire, notamment pour son programme nucléaire.
Vladimir Poutine s'est rendu personnellement en Corée du Nord le 18 et 19 juin 2024.
Le 28 octobre, l'OTAN confirme l'envoi de soldats nord-coréens en Russie et le déploiement d'unités militaires nord-coréennes dans la région de Koursk.

### Premier vol commercial en 2025
Le premier vol commercial reliant Moscou, en Russie, à Pyongyang, en Corée du Nord, à lieu le 26 juillet 2025.

## Ambassade
Les deux pays disposent mutuellement d'une ambassade.

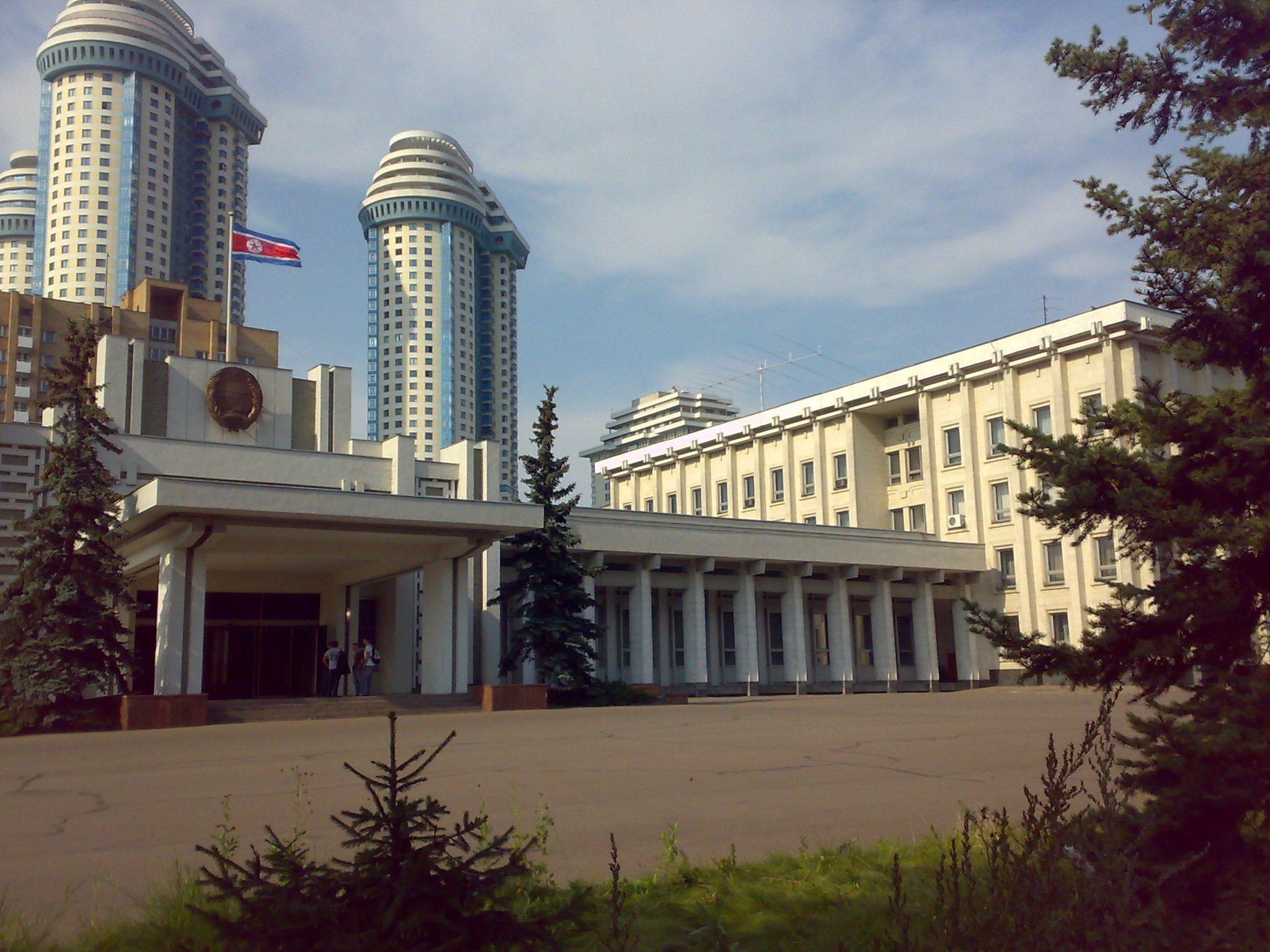
Ambassade de Corée du Nord à Moscou
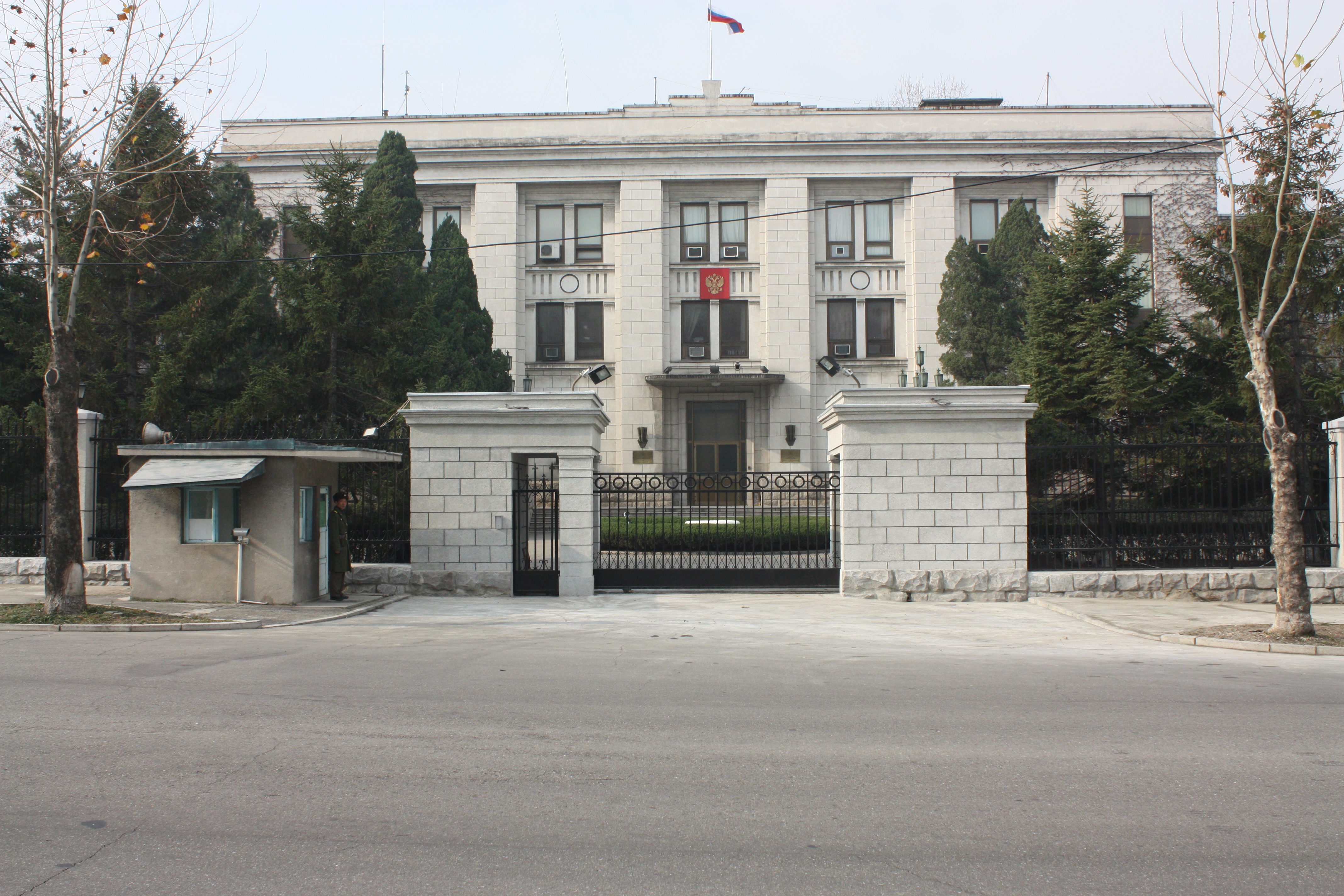
Ambassade de Russie à Pyongyang